# Mirbesbach
Der Mirbesbach, früher auch Mittelbach genannt, ist ein Bach im Gebiet der Stadt Königswinter im nordrhein-westfälischen Rhein-Sieg-Kreis, der von rechts in den Mittelrhein mündet. Er ist mit gut fünf Kilometern das längste unter den durch das Siebengebirge im engeren Sinne führenden Fließgewässern. Das Einzugsgebiet des Baches ist mit 5,438 km² angegeben.

## Geographie

### Verlauf
Der Mirbesbach entspringt auf einer Höhe von etwa 330 m ü. NHN an der Lohrbergquelle südlich der Margarethenhöhe. 
Im weiteren Verlauf durchfließt er das Siebengebirge in westlicher Richtung, wobei er zahlreiche, vor allem linke Zuflüsse aufnimmt. Zu den rechts des Bachtals liegenden Bergen gehören der Wasserfall, der Froschberg, der Remscheid und der Kutzenberg, linksseitig wird es vom Heideschottberg, vom Zinnhöcken und vom Ofenkaul flankiert. Vom Oberlauf bis zum Eintritt ins Rheintal begleitet den Mirbesbach die Landesstraße 331 (Ittenbach–Königswinter), die dabei auf einer Höhe von 148 m ü. NHN auf die südliche Bachseite wechselt. Anschließend durchfließt er das Gelände des Wintermühlenhofs und wird dort in Teichen gestaut.
Nach Durchquerung des Wintermühlenhofs verlässt der Mirbesbach das inzwischen breite Tal zwischen Petersberg und Hirschberg und tritt auf einer Höhe von 80 m ü. NHN am Beginn des Petersberger Bittwegs an einem kleineren Wohngebiet in den Königswinterer Ortsbereich ein. Hinter den Tennisplätzen kreuzt der Bach die Trasse der ehemaligen Petersbergbahn, die Fundamente des Brückenbauwerks lassen sich in der Bachsohle noch klar erkennen. Kurz darauf taucht der Bach unmittelbar vor der ehemaligen Gaststätte "Eichendorfs Mühle" (Standort der "Sonntagsmühle") zur Unterquerung von Bundesstraße 42, des ehemaligen Werk 1 der Lemmerzwerke (Maxion Wheels) und der rechtsrheinischer Eisenbahnstrecke in einen Kanal ab. 
Nach Querung der Eisenbahnstrecke taucht der Bach für wenige Meter in einem als offener Trog ausgeführten Zugangsbauwerk im Bereich Bahnhofsallee Ecke Kurfürstenstrasse auf, um anschließend, unterirdisch kanalisiert, unter der von-Claer-Straße und dem öffentlich nicht zugänglichen Park der Wohnanlage "ehemalige Lemmerzvilla", bis zu seinem Auslaufbauwerk am Rhein nördlich der Friedrichsallee zu fließen. Der Mirbesbach mündet bei Flusskilometer 646 von rechts in den Rhein. 
Der 5,331 km lange Lauf des Mirbesbachs endet ungefähr 282 Höhenmeter unterhalb seiner Quelle, er hat somit ein mittleres Sohlgefälle von etwa 53 ‰.

### Einzugsgebiet
Das 5,435 km² große Einzugsgebiet des Mirbesbachs erstreckt sich vom Siebengebirge bis zum  Godesberger Rheintaltrichter und wird durch ihn über den Rhein zur Nordsee entwässert.
Es grenzt
- im Osten an das Einzugsgebiet des Lützbachs, der über den Pleisbach und die Sieg in den Rhein entwässert
- im Süden an das des Rheinzuflusses Fonsbach;
- im Nordwesten an das des Dollendorfer Bachs, der in den Rhein mündet und
- im Nordosten an das des Lauterbachs, der in den Pleisbach mündet.

Der größte Teil des Einzugsgebiets ist bewaldet und die höchste Erhebung ist im Nordosten der Große Ölberg mit einer Höhe von 460,7 m ü. NHN.

### Zuflüsse
- Hitelbach (Mennes) (links), 1,4 km. Dieser Zufluss wurde künstlich geschaffen. Der Mennes wurde unterirdisch kanalisiert und umgeleitet. Er mündet im Bereich der Ladestraße in den Mirbesbach.

## Geologie
Am Ausgang des Mirbesbachtals befand sich ein für den petrografischen Aufbau des Siebengebirges bedeutendes Ausbruchzentrum quarztrachytischer Pyroklastite.

## Mühlen
Der Mirbesbach betrieb in seinem Unterlauf mindestens drei Mühlen (von Westen nach Osten): die Sonntagsmühle am Beginn des Petersberger Bittwegs, die Schleifmühle (Flurname „An der Schleifmühle“) und die noch bestehende Wintermühle (westlich des Wintermühlenhofs). Das Tal des Mirbesbaches trug zur Zeit des Mühlenbetriebs den Namen Mühlental. Ende des 19. Jahrhunderts bzw. zu Beginn des 20. Jahrhunderts wurden die einstigen Mühlenteiche im Bereich des Wintermühlenhofs Teil eines neu geschaffenen Landschaftsparks.